# Mitsubishi Lancer
Lancer é um modelo compacto da Mitsubishi Motors. No Japão, é chamado Cedia. E em alguns mercados é comercializado como Plymouth Arrow.
O Lancer começou a ser utilizado como carro de rua, a partir de 1992, hoje o Lancer já está na sua 9ª edição, ressaltando o fim da série EVO em sua série EVO X.
Hoje o Lancer Evolution IX e X possui inúmeras qualidades, entre elas as que mais se destacam são a velocidade, tanto na arrancada quanto a velocidade atingida, e a grande estabilidade, que o carro possui com sua revolucionária tecnologia inteligente.
O motor apresenta novidades. Agora, o quatro-cilindros de 2 litros e 16 válvulas conta com comando variável e ganhou uma turbina maior. São 10 cavalos a mais de potência - 290 - em relação ao VIII. Parece pouco, mas a curva de torque mais plana antecipa os 40,8 mkgf de torque máximo para rotações mais baixas. Para chegar aos 100 km/h, o carro precisou de 5,6 segundos (contra os mesmos 5,6 do Evo VII e os 5,8 do VI, medidos respectivamente em maio de 2002 e janeiro de 2001). Ainda que o número seja expressivo (um Corvette Z06, com tração traseira e controles eletrônicos, levou 5,1 no mesmo teste, na edição de junho passado), o carro estava apenas com 400 quilômetros rodados, com motor amarrado. O Evo IX é um carro manhoso. Na hora das acelerações, não adiantava tirar o pé de uma vez da embreagem, que o carro começava a "trepidar", perdendo preciosas frações de segundo. Para arrancar bem, a dica é soltar o pé até a embreagem acoplar e, aí sim, partir para a aceleração plena.

## Primeira Geração (1973-1979)
O Lancer inicialmente foi chamado de Chrysler Valiant Lancer dentro da Austrália. Foi lançado em 1973 e foi muito bem sucedido nos ralis. Na altura do seu lançamento a Mitsubishi tinha o Minica e o Galant SW, o Lancer abriu a gama média/baixa no mercado Japonês. Foram lançados doze versões diferentes do Lancer desde o básico 1200cc até ao poderoso GSR de 1600cc. Havia três estilos de carroçaria, o Coupé de duas portas, o Sedan de quatro e o Station Wagon de 5 portas.

### Lancer Celeste
Em 1975 o Lancer foi completado com o Hatchback Coupé, com o nome de Mitsubishi Lancer Celeste, noutros países era conhecido como Mitsubishi Celeste ou Colt Celeste. Também foi vendido como Chrysler Lancer Coupé na Austrália e Plymouth Arrow nos Estados Unidos e foi vendido com duas motorizações, uma de 1400cc e outra de 1600cc, onde mais tarde foi inserido o 2000cc.

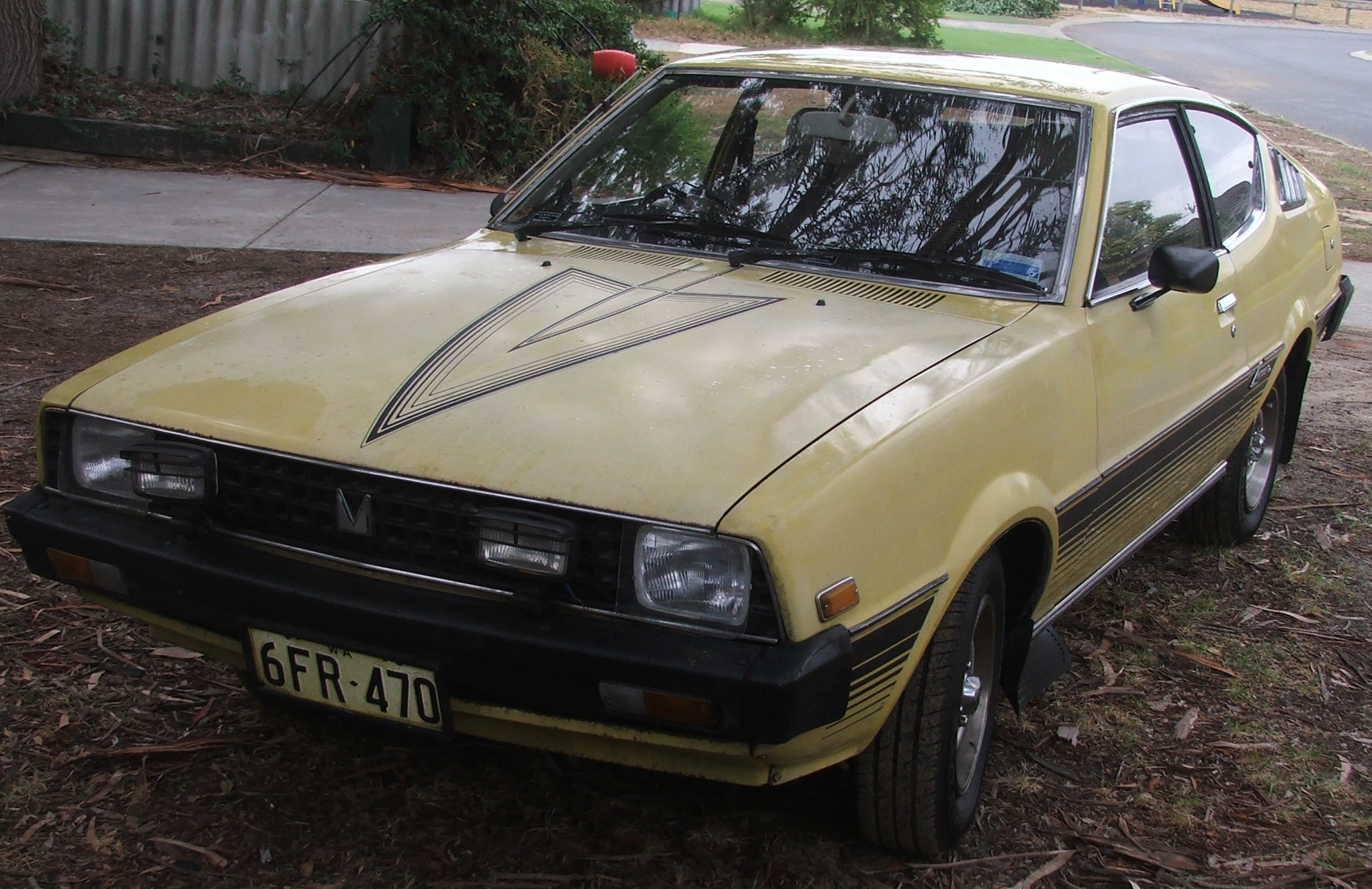
1980 LC Lancer
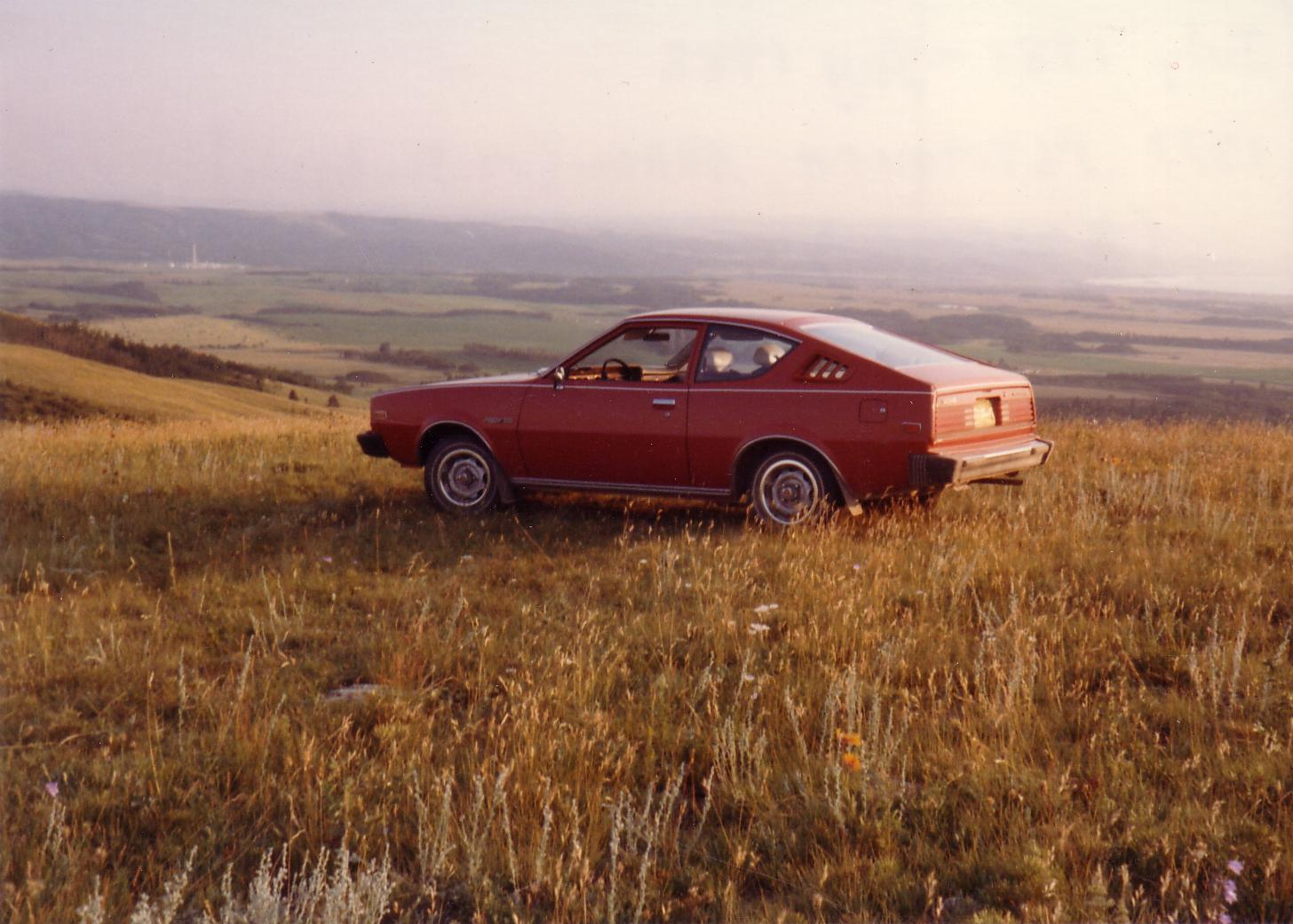
Plymouth Arrow 1977

## Segunda Geração (1979-1987)
Em 1979 segue com a sua segunda geração com o nome de Lancer EX, o que nem todos os países tiveram a sigla “EX”. Foi incluído nas séries EX um motor turbo de 1800cc em 1980. Nas Filipinas o Lancer foi o único carro vendido oficialmente no país, devido às leis restritivas do investimento iniciado sob a administração.

## Terceira Geração
Em 1982, é lançado um novo modelo com o nome de Lancer Fiore, baseado no Colt. O Fiore foi vendido frequentemente como um Lancer em mercados internacionais, mas também o Colt Sedan e com o Hatchback modelo de 5 portas, remanescido na produção para uma boa parte dos 1980s. Na Austrália, foi vendido como o Colt Sedan da Mitsubishi. Assim a Mitsubishi teve dois modelos similares do mesmo segmento no mercado automóvel.
No ano seguinte, as linhas do Lancer foram renovadas. O Lancer ficou-se na carroçaria Sedan. A Station Wagon nasceu em 1985. A partir dai o Colt, o Hatchback de três portas, e o Lancer nas outras restantes. Este modelo deu forma à base do original Proton Sedan, o Saga, primeiro carro de Malásia.

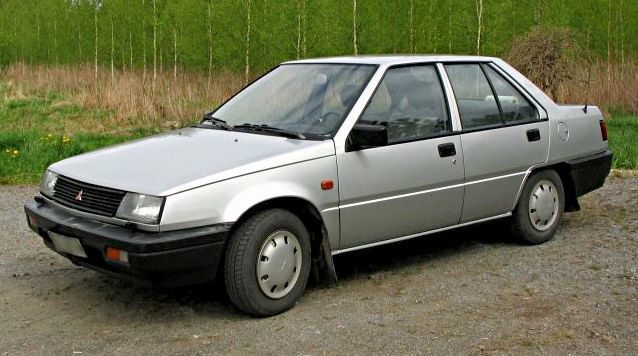
1987 Mitsubishi Lancer Sedan

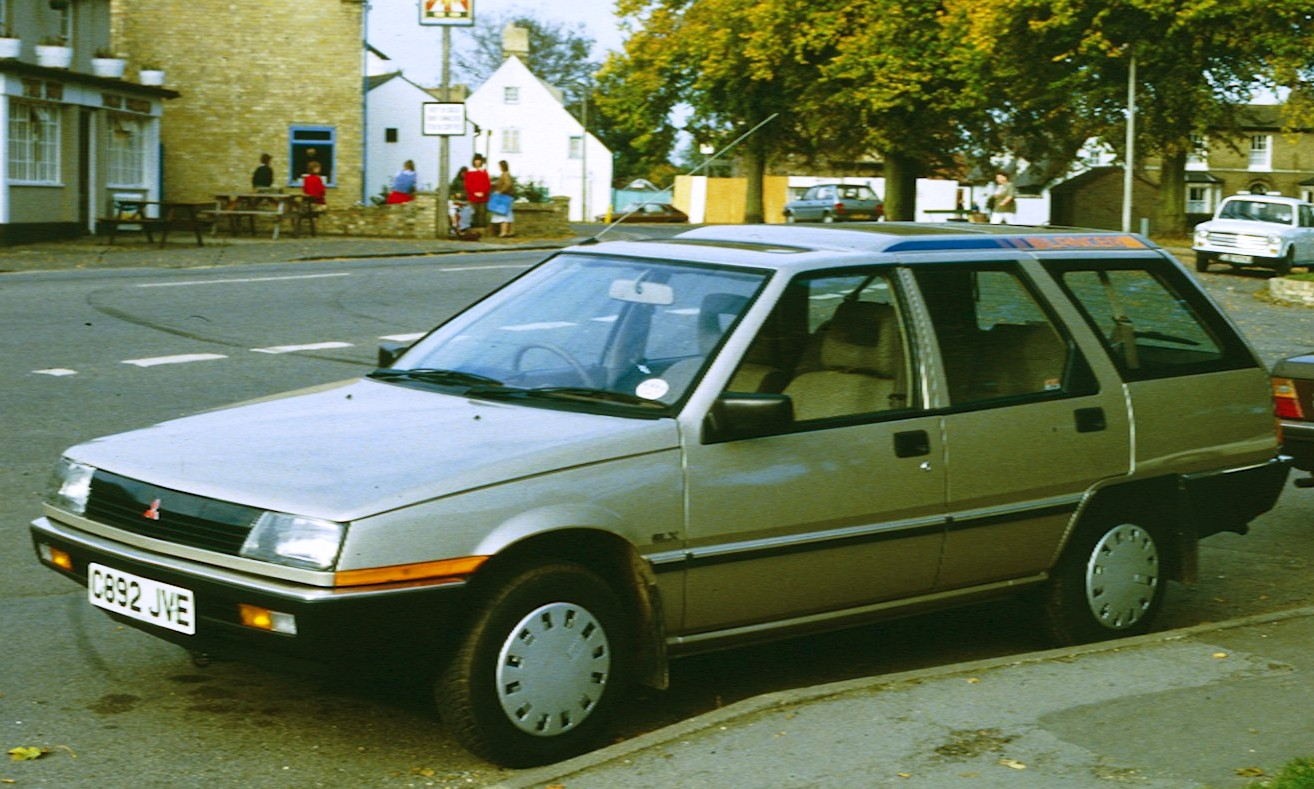
1987 Mitsubishi Lancer Estate

## Quarta Geração
Em 1988, um Lancer com uma nova aerodinâmica foi lançada, seguindo as formas do Galant. Foi acrescentado à gama um Hatchback de cinco portas.
O Colt e o Lancer continuam em parceria. Em relação à Station Wagon, esta continua com a mesma plataforma antiga, tal como fez em alguns mercados com a versão do Colt de 5 portas.
Na Austrália todos os modelos foram vendidos como Mitsubishi Lancer. Nesse tempo o nome de Lancer era partilhado com o Dodge Lancer vendidos na América do Norte.
No Japão o Sedan foi vendido como Mirage Aspire.
Em alguns mercados foi produzido a versão Van, utilizando a carroçaria Hatchback de três portas, não tinha nem janelas laterais nem janela traseira.

## Quinta Geração
Foi em 1992 que começou a existir uma diferença entro o Lancer e o Colt, mas continuando a usar a mesma plataforma. A versão GSR deu forma a criação do Lancer Evolution em setembro de 1993. Esta versão do Lancer foi utilizada também pela Proton com o nome de Wira.

## Sexta Geração
1995 foi o ano em que o Lancer seguiu para a sua Sétima Geração, partilhando ainda a sua plataforma com o seu irmão Colt.
A versão GSR do Lancer foi continuada até aos fins da década de 1990.
Em alguns países o Lancer foi substituído pelo Mitsubishi Carisma nos anos de 1996 a 2004.
O Lancer Evolution V era o único carro capaz de ganhar os Rallys WRC de todos os construtores. Entretanto, Tommi Makinen venceu quatro campeonatos do WRC de 1996 a 2000 conduzindo as versões do Lancer Evolution IV, V e VI.

## Sétima Geração
Entramos num novo Milênio, ganhamos a nova geração do Lancer a sétima, conhecido como Lancer Cedia no Japão. Esta nova geração está disponível nas versões Sedan e Station Wagon. Este Lancer não foi vendido em alguns países da Europa, estando o Carisma no seu lugar e em alguns países a versão Lancer Evolution tinha o nome de Carisma GT.
Em 2002 o Lancer Cedia foi introduzido na América do Norte com um Motor de 2000cc.
Em 2003 (2004 para alguns paises) o Lancer sofreu um restyling. Foi lhe introduzida uma nova frente já com a nova identificação da Mitsubishi, um triângulo na grelha prolongando-se pelo capot com o logo da Mitsubishi na grelha. E a traseira também recebeu uns novos farolins. Esta carroçaria recebeu as evoluções do Lancer Evolution VII, VIII e IX.

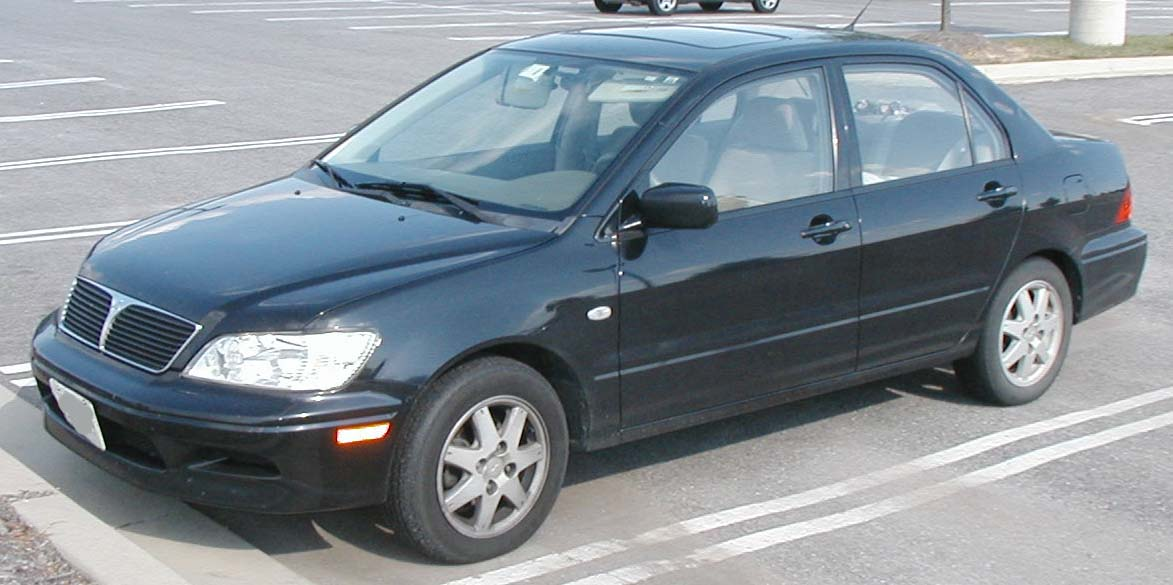
2000-2004 Mitsubishi Lancer

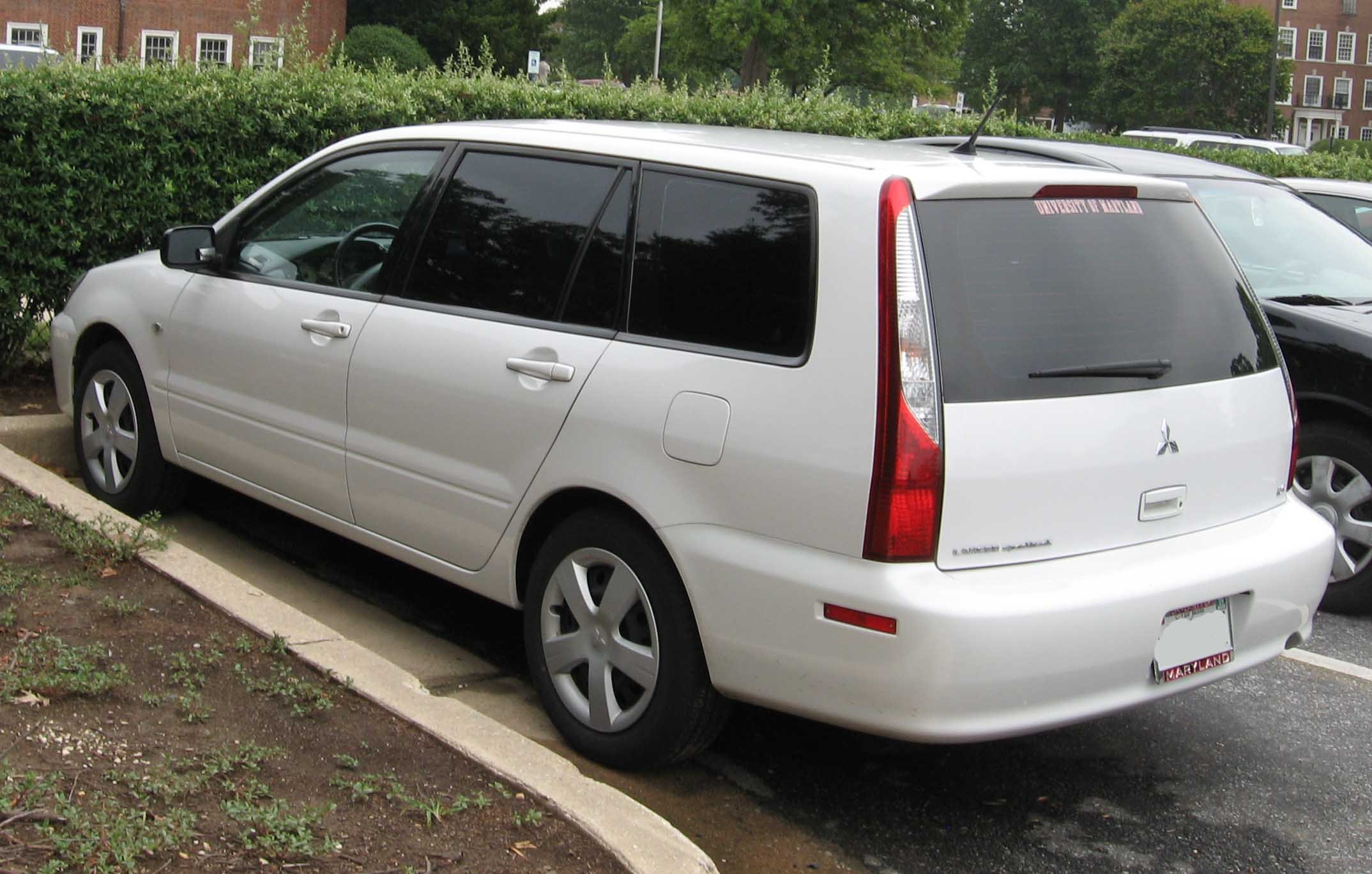
2004-2005 Mitsubishi Lancer Sport Wagon

## Oitava Geração (2007-2017)
Em 2005 a Mitsubishi revelou o Concept X e o Concept Sportback. O novo Lancer é baseado nestes dois conceitos.
O Lancer foi revelado oficialmente em Janeiro de 2007, será dominado como Lancer Fortis, para o mercado Japonês, estando já á venda desde Março de 2007.
No mercado Norte-Americano, o Lancer estará disponível nas versões DE, ES e GTS, todos com um motor DOHC de 2000cc com 153cv, enquanto que na Califórnia terá 147cv. O modelo GTS terá uma caixa de 6 velocidades. Na Austrália terá também o mesmo motor 2000cc e também terá um de 2400 litros.
Em Portugal o Lancer sports sedan compreende as versões 1500cc, 1800cc e 2000cc a gasolina, bem como a versão a gasóleo de 2000cc, com 140cv, de origem da Volkswagen. Lá para o fim do ano a Mitsubishi irá produzir um motor 1800cc de 140cv também, a gasóleo, desenvolvido pela marca. Virão ainda as versões Evolution e Ralliart, ainda sem datas oficiais marcadas. A Marca mostrou também um concept que irá passar à produção no fim do ano. Um Lancer hatchback.
Essa geração contava com a opção de transmissão continuamente variável (Câmbio CVT).
No Brasil, a versão sedã foi produzida entre 2014 e 2020.